# LG 와인스마트
LG 와인스마트는 LG전자에서 한국과 대만에 출시한 폴더형 스마트폰이다. 한국 내수용은 메신저인 카카오톡을 쉽게 실행할 수 있는 카카오톡 전용 키가 내장되어 있으며, 대만 내수용은 카카오톡 버튼 대신에 ★모양의 핫 키가 내장되어 있다. 천지인 버전과 나랏글 버전, 대만 내수용 버전 세 가지가 있다. 먼저 발매한 나랏글 버전은 2014년 9월 29일에 천지인 버전은 2014년 10월 28일에 출시했다. 2015년 3월에는 자급제용으로 와인스마트 3G가 출시되었으며, 이는 천지인만 지원한다. 대만에도 출시되었는데 대만 내수용의 경우에는 현지 언어로 변경된다.

## 운영체제/소프트웨어

### 안드로이드 4.4.2 킷캣
와인스마트는 4.4.2 킷캣을 기본 탑재하여 출시하였다.

## 특수 기능

### 이지홈
기존의 안드로이드 UI에서 아이콘 크기를 키우고 배열을 3 X 3으로 바꾸어서 폴더로 사용이 편하게 한 UI이다. 스마트폰 사용을 어려워하는 중장년층을 타겟으로 하였다.

### 전용키
키패드에 단축키로 삽입된 카카오톡 전용키를 누르면 카카오톡이 바로 실행된다. 필요에 따라 원하는 앱을 설정해 바로 실행할 수도 있다. SKT, LG U+ 버전은 카카오톡 전용키가 무색으로 처리되어 있지만 KT 버전은 카카오톡 로고 색상과 동일하게 처리되어 있다. 대만 내수용의 경우는 카카오톡 로고 대신에 ★모양의 핫 키가 별도로 설정되어 있다.

## 논란
LG전자에서 사용자들의 편의를 위해 와인스마트와 같은 폴더형 스마트폰은 OS 업그레이드를 지원하지 않는다고 밝혀 논란이 되었다.

## 색상
- 블랙
- 화이트

## 같이 보기
- 삼성 갤럭시 골든
- 삼성 갤럭시 폴더
- LG 아이스크림 스마트
- LG 젠틀
- LG 와인 스마트 재즈
- 롯데알미늄 라디오수신기
- 다니엘 전자성경
- FM 트랜스미터